# Roman Zakrzewski
Roman Zakrzewski (ur. 31 lipca 1955 w Oświęcimiu, zm. 25 grudnia 2014 w Krakowie) – artysta malarz. Ukończył Liceum
Plastyczne w Bielsku-Białej. Studiował na Akademii Sztuk Pięknych w Krakowie. Dyplom uzyskał w pracowni prof. Jerzego Nowosielskiego w 1985 roku. Malarstwo artysty, którego głównym tematem jest portret kobiecy, nawiązuje do klasycznych wartości. Pochowany na cmentarzu Rakowickim w Krakowie (kwatera LXX).

## Ważniejsze wystawy
- 1986 oraz 1999 – wspólne wystawy z Jerzym Nowosielskim i jego uczniami (Galeria Forum, Galeria Sukiennice).
- 2002 – wystawa w Muzeum w Bielsku-Białej.
- 1997–2004 – Ekspozycja malarstwa w Galerii Katarzyny Napiórkowskiej w Warszawie[3].
- 2004 – prezentacja malarstwa w Teatrze im. Wandy Siemaszkowej w Rzeszowie.
- 2006, 2007 – wystawa malarstwa w Japonii, Daimaru (Kobe, Ashiya).
- 2008 – wystawa malarstwa w Holandii, Giardino Galerie & Beeldentuin.

## O Zakrzewskim
- Kim on jest? Może to Modigliani, który zmartwychwstał, który powrócił, aby w innym klimacie i w innych warunkach dokończyć swojego dzieła? – Jerzy Nowosielski (Wstęp do katalogu wystawy Romana Zakrzewskiego w Galerii Forum w Krakowie – listopad 1989 rok)
- Portrety malowane przez Romana Zakrzewskiego mają w sobie coś ze szlachetnego skupienia i medytacji. Bardzo pieczołowicie komponowane i przemyślane w najbardziej znaczących i nieodzownych elementach, sprawiają wrażenie wymownego znieruchomienia i wysmakowanej elegancji – Stanisław Tabisz (Artykuł pt."Portrety kobiet", miesięcznik Architektura&Biznes nr 5, maj 1998 rok)